# فرودگاه الکساندر بی
فرودگاه الکساندر بی (به انگلیسی: Alexander Bay Airport) یک فرودگاه همگانی با کد یاتا ALJ است که یک باند فرود آسفالت دارد و طول باند آن ۱۸۴۸ متر است. این فرودگاه در کشور آفریقای جنوبی قرار دارد و در ارتفاع ۳۰ متری از سطح دریا واقع شده‌است.